# エヴァ・カリエール

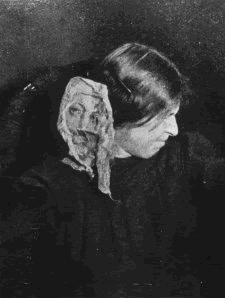
エヴァ・カリエールのエクトプラズムとされる写真。撮影者はアルベルト・フォン・シュレンク＝ノッチング（1912年）

エヴァ・カリエール（Eva Carrière、1890年 - 1943年）は、霊媒（霊との交信の仲介役となる人物）とされるフランス人女性。一般にはエヴァ・Cの名で知られる。史上最も傑出した霊媒ともいわれる。本名はマルテ・ベロー（Marthe Béraud）。アルジェリア出身。

## 人物歴
エヴァの霊能力は、婚約者が没した後の1911年から発現を始めとされ、特に物質化現象で知られた。オカルト関連の書籍に残されている記録によれば、交霊会での実験では、エヴァの口から現れたゼリー状のものが人間の顔や手足の形になって動き回ったという。ドイツの神経科医・催眠術研究家のアルベルト・フォン・シュレンク＝ノッチングらは1909年にパリでエヴァの調査を行ない、後にこう書き残している。
1920年代以降にはフランスの心霊研究家であるシャルル・ロベール・リシェやギュスターヴ・ジュレの研究対象となり、エクトプラズム研究に大きく貢献した。ノッチング、リシェ、ジュレらはエヴァの能力を本物と認め、エヴァの能力によって物質化された像を、彼女の心の中にあるイメージ、または彼女の別人格、または死霊と解釈していた。
ジュレの実験ではトリックのないことを証明するため、エヴァの養母、国立パリ病院、パリ大学の心理学教室の医学者たちが立ち会い、エヴァの耳や口、さらには性器の中まで入念に調べられた。しかし、そのように慎重な姿勢を敷いてもなお、エヴァの能力に猜疑心を抱く専門家は少なくなかった。実際にアルジェで300年以上前に死んだインディアンを物質化させた際には、彼女の御者がその一部を演じていたことを暴露している。また1914年には、エヴァが物質化させたという霊の顔がファッション雑誌の顔写真と酷似していたとの報告や、彼女のエクトプラズムとされる物体の正体が紙だったとのイギリスの心霊現象研究協会の調査結果もある。
エヴァの物質化現象の真偽については論争が続いたが、彼女の死後、論争もまた真偽が明らかにならないまま終焉した。